# لويزا ماسيمو
لويزا ماسيمو (بالإيطالية: Luisa Massimo)‏ هي طبيبة أطفال إيطالية، ولدت في 22 ديسمبر 1928 في جنوة في إيطاليا، وتوفي بنفس المكان في 5 أكتوبر 2016.